# 巴傑鎮區 (密蘇里州弗農縣)
巴傑鎮區（英語：Badger Township）是位於美國密蘇里州弗農縣的一個行政鎮區。

## 地方資料
巴傑鎮區的面積為94.11平方千米，當中陸地面積為93.36平方千米，而水域面積為0.75平方千米。根據2020年美國人口普查的數據，當地共有人口417人，而人口密度為每平方千米4.43人。